# Dietro il paesaggio
Dietro il paesaggio è la prima raccolta di liriche del poeta Andrea Zanzotto pubblicata da Mondadori nel 1951 che, come scrive Giulio Ferroni, "mostra una forte continuità con la tradizione della lirica novecentesca, con forme e schemi del linguaggio dell'ermetismo: come nella poesia ermetica, si attraversano qui paesaggi naturali, reali e fittizi, scoprendo sottili sfumature e segrete risonanze".

## Tematica e linguaggio
In Dietro il paesaggio il protagonista è, come poi nelle opere future di Zanzotto, il paesaggio che "[...] non è quello che viene normalmente percepito bensì quello che vi si suppone latente, inscritto sul rovescio («dietro», appunto): paesaggio della memoria e della favola, paesaggio di figure nascoste e di prodigi.

Nelle liriche della raccolta domina la metafora ottenuta, ad esempio, con la giustapposizione dei nomi, con la preposizione di, con i verbi divenire frasi che accennano alle metamorfosi del paesaggio.
Fernando Bandini,
sostiene che "[...] è peculiare di questo processo metaforico la sintassi paratattica della raccolta che sembra rimontare le immagini in uno spazio di teatro. All'interno di questo spazio l'io del poeta, più che il ruolo del testimone, assume una funzione di regista."